# ویروس موزائیک کدو
ویروس موزائیک کدو یک بیماری ویروس موزائیک مشترک در گیاه کدو و دیگر گیاهان از جمله خربزه از تیره کدوییان است. بیماری در سراسر جهان رخ می‌دهد. این بیماری توسط سوسک برگ، سوسک خالدار خیار و سوسک ۲۸-خالدار کفشدوزک و همین‌طور دیگر سوسک‌ها منتقل می‌شود. گیاهان به وسیلهٔ بزاق خارج شده از سوسک‌ها هنگام تغذیه آلوده می‌شوند. سوسک‌ها از طریق تغذیه از گیاه آلوده به ویروس مبتلا شده و تا ۲۰ روز ویروس می‌تواند در بدن آن‌ها بماند. بی‌شباهت به ویروس‌های موزائیک دیگری که روی گیاه کدو تأثیر می‌گذارند این ویروس توسط شته گسترش نمی‌یابد. این ویروس در خربزه توسط دانه‌های گسترش می‌یابد.